# 源兼昌

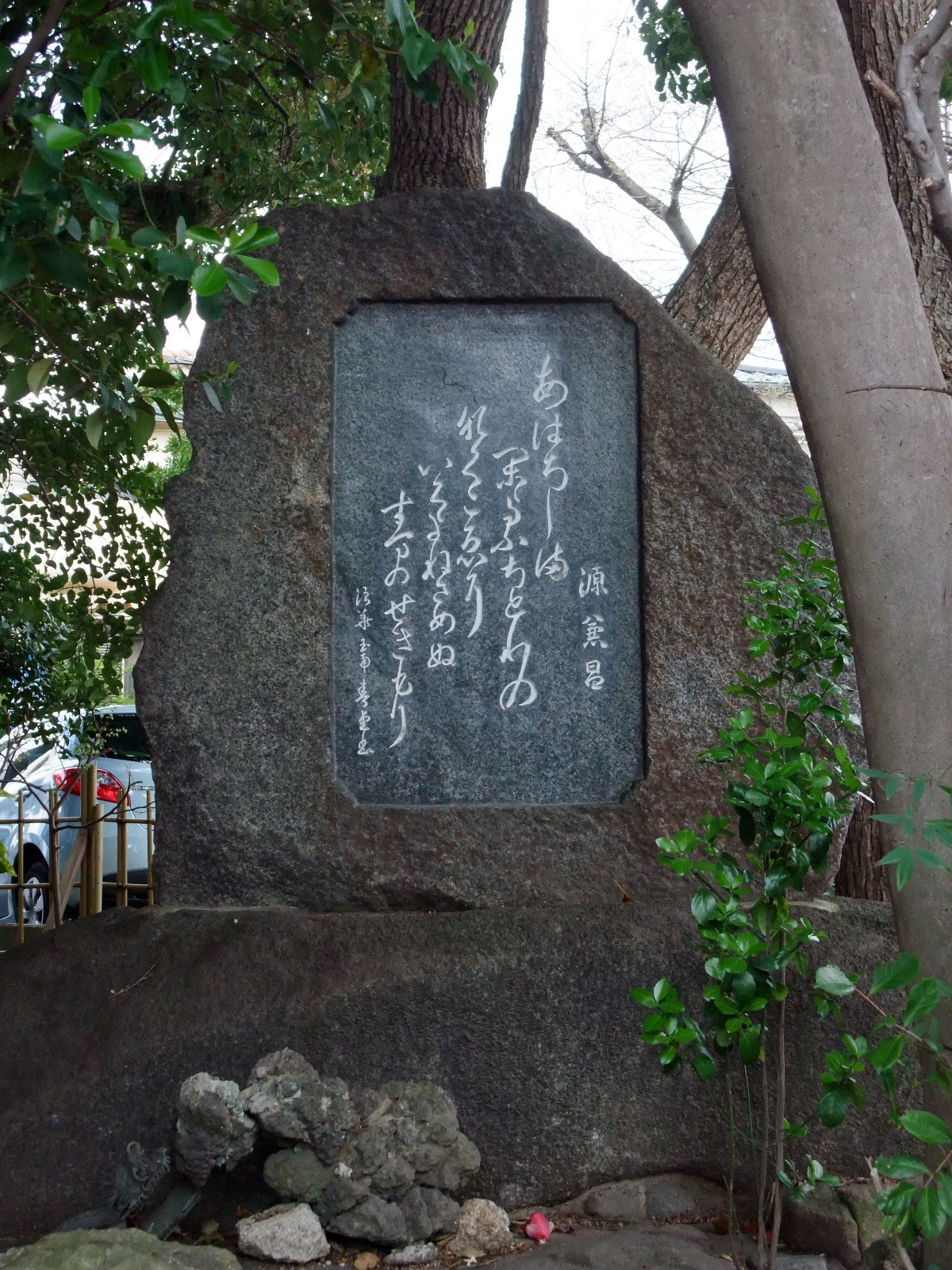
関守稲荷神社にある歌碑（神戸市須磨区）

源 兼昌（みなもと の かねまさ）は、平安時代後期の貴族・歌人。宇多源氏、美濃介・源俊輔の子。官位は従五位下・皇后宮少進。

## 経歴
官位には恵まれず従五位下・皇后宮少進に至るが、その後出家。没年については不詳であるが大治3年（1128年）頃には生存していたようである。康和2年（1100年）の国信卿家歌合以下、永久3年（1115年）、元永元年（1118年）、同2年（1119年）の内大臣忠通家歌合などに出詠しており、堀河院歌壇の下部集団である忠通家歌壇で活躍した。永久4年（1116年）の「堀河次郎百首」の作者の一人。
『金葉和歌集』『詞花和歌集』『千載和歌集』『新勅撰和歌集』『新千載和歌集』の勅撰和歌集に和歌作品が計7首入集している。家集は伝わらない。
- 小倉百人一首
淡路島　かよふ千鳥の　鳴く声に　幾夜寝覚めぬ　須磨の関守（「金葉和歌集」冬288）

## 系譜
- 父：源俊輔
- 母：不詳
- 妻：不詳
  - 男子：昌快
  - 女子：前斎院尾張